# Nairelis Gutiérrez
Nairelis Nazareth Gutiérrez (San Juan de los Morros, 2 de julio de 1995) es una futbolista venezolana que juega como mediocampista en el Club Independiente Santa Fe Femenino y en la selección femenina de Venezuela.

## Selección nacional
Gutiérrez jugó para Venezuela en la categoría absoluta en la Copa América Femenina 2018 y los Juegos Centroamericanos y del Caribe 2018. 